# Gubernator generalny Malawi
Gubernator generalny Malawi – funkcja istniejąca krótko w systemie politycznym Malawi, od uzyskania przez to państwo niepodległości w 1964 do wprowadzenia w nim systemu republikańskiego w 1966. Gubernator generalny reprezentował monarchę brytyjskiego, będącego formalną głową państwa, i wykonywał w jego imieniu wszystkie jego uprawnienia (choć w praktyce wyłącznie na wniosek rządu).
Jedyną osobą, która piastowała ten urząd w jego krótkiej historii, był Sir Glyn Smallwood Jones. 